# Papa Calixt al III-lea
Papa Calixt al III-lea (născut Alfonso de Borja y Cavanilles,n. 8 ianuarie 1379, la Torreta de Canals⁠(d), Comunitatea Valenciană, Spania – d. 15 august 1458, Roma, Statele Papale) a fost primul papă de orgine spaniolă al Romei,  ales în 8 aprilie 1455. 

## Date biografice
Alfonso de Borja s-a născut în Torreta de Canals, astăzi un cartier al orașului Canals, Valencia, Spania, într-o familie de nobili din Valencia, a cărei existență este atestată încă din secolul al XII-lea.

### Viața și cariera timpurii
În ceea ce privește prima parte a vieții sale și cariera sa timpurie, Alfonso de Borja studiază și devine apoi profesor de drept la Universitatea din Lleida, remarcându-se apoi ca diplomat în slujba regilor Aragonului.
La 26 iulie 1429, reușește să obțină abdicarea ultimului antipapă, Clement al VII-lea, fapt care îi va aduce din partea Papei Martin al V-lea, numirea ca episcop al Valenciei. Deși înalt prelat al Bisericii Romane, Borja rămâne fidel regilor Aragonului, susținându-l pe Alfonso al V-lea în lupta acestuia cu Papa Eugen al IV-lea pentru stăpânirea regatului Neapolelui. Astfel, începând cu anul 1432 părăsește definitiv Valencia pentru a-l însoți pe rege ca vicecancelar și consilier regal în campania de cucerire care se va finaliza în 1442, cu reușita regelui aragonez. În urma acesteia, Alfonso de Borja va fi însărcinat și cu reorganizarea noii posesiuni.

### Cardinal al Bisericii Romane
Borja reușește să-i reconcilieze pe Papă și pe rege, fiind apoi numit cardinal, învestitura datând 2 mai 1444. Astfel, se stabilește după această dată la Roma, noile sale îndatoriri impunându-i prezența permanentă pe lângă suveranul pontif,  și își latinizează numele în Borgia.
Începând cu anul 1444, devine din ce în ce mai preocupat de asigurarea viitorului familiei sale, nepotismul fiind unul dintre elementele reprezentative ale pontificatului său. Astfel, fiul surorii sale Catalina, Luis Juan de Milla, ajunge, datorită protecției unchiului său, episcop de Sergobe, la doar 27 de ani. Un alt nepot al său, Rodrigo de Borgia, va avea o uimitoare ascensiune în interiorul Bisericii, fiind numit la 14 ani cantor al catedralei din Valencia, apoi administrator al capitalului. La 25 de ani, ca și Luis Juan de Milla, va fi numit cardinal, iar peste 36 de ani, Rodrigo avea să devină papă al Romei, cu numele de Alexandru al VI-lea.

### Pontificat
În urma morții papei Nicolae al V-lea, cardinalii însărcinați cu alegerea noului papă erau împărțiți între cele două vestite familii aristocratice romane rivale: Orsini și Colonna. Însă, după respingerea candidaturilor lui Latino Orsini și Domenico Copranica, un apropiat al familiei Colonna, se va ajunge la o soluție de compromis. Astfel încât, în 8 aprilie 1455 este ales papă Alfonso de Borja, în vârstă de 76 de ani, cu numele de Calixt al III-lea.

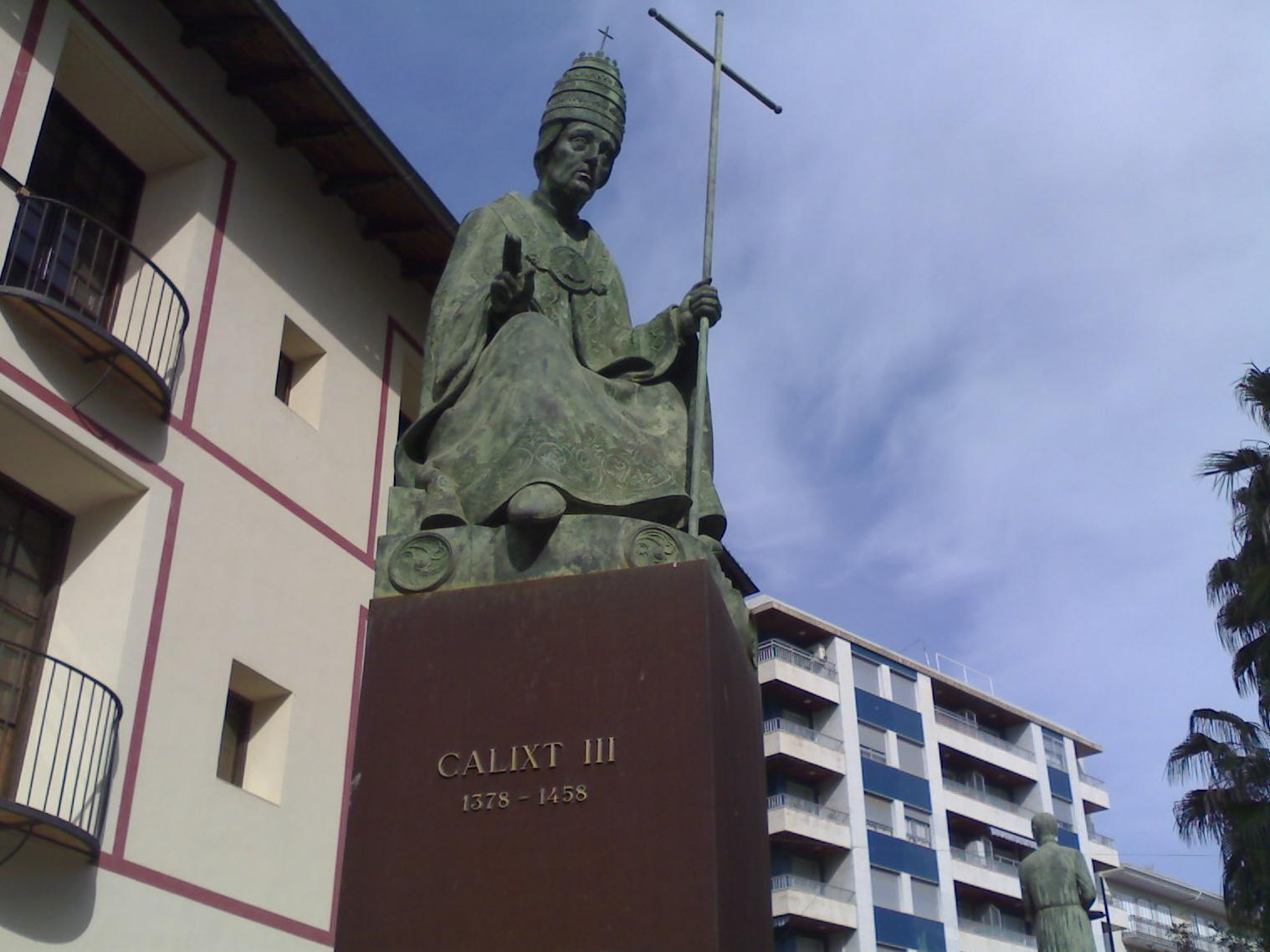
Statuie a lui Calixt al III-lea, Gandia, Valencia

Începutul pontificatului său este marcat de două gesturi simbolice, canonizarea predicatorului spaniol Vicente Ferrier,  care făcuse cu aproape șapte decenii în urmă lui Alfonso de Borja o profeție ce presupunea alegerea acestuia din urmă ca papă. De asemenea,  Calixt al III-lea hotărăște revizuirea procesului Ioanei d’Arc, ce avusese loc în anul 1431. La 7 iulie 1456, în urma unei anchete, este anulată sentința pronunțată împotriva acesteia, acordându-i-se postum reabilitarea.
Principala sa preocupare era însă organizarea unei cruciade împotriva Imperiului Otoman, condus de Mehmed II, care cucerise in anul 1453 capitala Bizanțului, Constantinopol, amenințând acum Ungaria. La 15 mai 1455 Calixt al III-lea trimite delegații statelor creștine, chemându-le la luptă.  Acestea au răspuns însă cu reticență apelului său, doar Ungaria, condusă de Ioan de Hunedoara participând la ridicarea asediului Belgradului, din 21 iulie 1456, Ioan de Hunedoara fiind ajutat doar de trimisul papei, Ioan de Capistrano. Chiar și așa, eforturile lui Calixt al III-lea de a opri expansiunea otomană în interiorul Europei nu au reușit. Ioan de Hunedoara și Ioan de Capistrano, numărându-se printre victimele unei epidemii de ciumă izbucnită în timpul Bătăliei de la Belgrad, au murit amândoi în decursul câtorva luni de la aceasta.
Spre finalul pontificatului, Calixt III își abate atenția de la problema orientală, intrând în conflict cu vechiul său suveran, Alfonso al V-lea. Papa nu îl recunoștea pe fiul ilegitim al regelui, Ferdinand I, ca rege al Neapolelui, deoarece considera că din moment ce nu există un moștenitor legitim al regelui, teritoriile Neapolelui trebuie să revină Bisericii Romane.  Alfons al V-lea nu respectă decizia papei, susținându-și în continuare fiul. Astfel, Calixt III îl amenință pe rege cu excomunicarea, însă acest lucru nu se va întâmpla, Alfonso al V-lea murind la 27 iunie 1458. 
Papa Calixt al III-lea a murit, două săptămâni mai târziu, în 6 august 1458, în ziua sărbătorii Schimbării la Față. Data sărbătorii fusese stabilită de însuși Papa Calixt al III-lea. În 6 august 1456, el primise vestea  reușitei Bătăliei de la Belgrad.

## Mormântul papei
Calixt al III-lea a fost îngropat în 16 august 1458 în Basilica Sfântul Petru din Roma. Însă, în urma unor lucrări de restaurare a basilicii, realizate de Carlo Maderno în anul 1610, mormintele câtorva papi, printre care și cel al lui Calixt al III-lea, dar și al nepotului său, Alexandru al VI-lea, au fost grav afectate.  
La hotărârea lui Sixt al V-lea, rămășițele umane ale celor doi papi spanioli au fost depozitate în două morminte temporare. Însă, în 30 ianuarie 1610, acestea au fost exhumate în timpul nopții, pe ascuns, de către cardinalul Capata și marchizul de Billena, aceștia ducându-le la biserica spaniolă Santa Maria de Monserrato din Roma. Aici, în urma unei dispute din interiorul clerului bisericii de Monserrato, rămășițele au fost depozitate într-o cutie de lemn, rămânând până în anul 1899 într-un colț al sacristiei. 
Au fost mutate în 1899 în locul în care se află și astăzi, în Capela San Diego a bisericii spaniole San Giacomo din Roma. 